# カラギーナン
カラギーナン (carrageenan [ˌkærəˈɡiːnən] ) は直鎖含硫黄多糖類の一種で、D-ガラクトース（もしくは 3,6-アンヒドロ-D-ガラクトース）と硫酸から構成される陰イオン性高分子化合物である。カラギナン、カラゲナン、カラジーナン、カラゲーナン、カラゲニン (carrageenin) とも呼ばれる。CAS登録番号 9000-07-1。ふつう紅藻類からアルカリ抽出により得られる。組成は同じく紅藻類から得られるアガロース（寒天の主成分）に似るが、硫酸を多く含む点で異なる。
アイルランド産の紅藻であるヤハズツノマタ（英語で Irish moss または carrageen moss、アイルランド語で carraigín）から1844年に初めて抽出され命名された。

## 性質と利用法
カラギーナンは弾力のある高分子で二重らせん構造を作って互いにからみあっており、これにより室温でゲルを形成する。食品その他の工業でゲル化剤、増粘剤、増粘安定剤などとして使われる。
タンパク反応性があり、牛乳などに含まれるカゼインなどと反応しゲル化する。他の多糖類にないゲル化の特徴があり、カリウム塩やカルシウム塩の添加で強度等を変えることが可能で、得られたゲルは熱可逆性を持つ。
特徴としては、力（せん断応力）をかけると容易に流動し、静置すると粘性を回復してゲル状になる性質（チキソトロピー）がある。この性質は工業的利用に有利で、特に食品に用いた場合には食感が滑らかになるという利点もある。これから以下のような用途に用いられる。
- デザート、アイスクリーム、乳製品、飲料、ソース - 増粘・ゲル化剤（日本でのみゲル化剤としてはアガー（Agar）とも呼ばれるが、Agarは本来寒天を指すため誤用である。）、分離を防ぐための安定剤（増粘安定剤）
- 肉製品（パテ、コンビーフなど） – 脂の代わりに添加するゲル化剤
- ビール – 濁りの原因となるタンパク質を除去する清澄剤
- 歯磨剤、シャンプー、化粧クリーム – 安定剤
- 泡消火器 – 泡の強化剤
- 芳香剤のゲル化剤[2]
- 靴クリーム – 増粘剤

カラギーナンには次の3つのタイプがある。
- κ（カッパ） – 硬く強いゲルを作る。Kappaphycus cottonii （オオキリンサイ属）から得られる。
- ι（イオタ） – 軟らかいゲルを作る。Eucheuma spinosum （キリンサイ属）から得られる。
- λ（ラムダ） – 水ではゲル化しないが、タンパク質と混ぜたときに軟らかいゲルを作り、乳製品の安定剤に使われる。よく使われる原料は南欧産のGigartina （スギノリ属）である。

多くの紅藻は世代交代の各段階で異なるタイプのカラギーナンを作る。たとえば Gigartina 属は配偶体世代では主にκカラギーナンを作るが、胞子体世代ではλカラギーナンを作る。
いずれのタイプも熱湯には溶けるが、冷水に溶けるのはλだけである。ただしナトリウムの塩にすれば他の2タイプも溶ける。

## 食品添加物としてのカラギーナンと安全性
カラギナンは少なくともヒト消化管ではほとんど分解されないとされて食物繊維の一種とみられており、また多くの国で食品添加物として扱われている。工業的規模で利用されるようになったのは1930年代からだが、最初は中国で紀元前600年頃 (Gigartina)、次いでアイルランドで西暦400年頃、食用に用いられた。日本では、コトジツノマタやツノマタ、カギイバラノリなどを煮溶かして固め、「海草」、「ぶど」などの名で食用としてきた。
げっ歯類（ラット、モルモットなど）を用いた動物実験では、カラギーナンの分解物が消化管に潰瘍およびがんを引き起こすこと、またこの分解物は未分解カラギーナンから消化管で生成しうることが示されている。また未分解カラギーナンも発がんプロモーション作用があると報告されている。なおカラギーナンをげっ歯類に皮下注射すると炎症を惹起することが古くから知られ（カラゲニン浮腫と呼ばれ炎症の研究用モデルとしても用いられる）、この性質が潰瘍や発がんプロモーションに関係する可能性も考えられる。現在 IARC における発がん性リスク分類は、未分解カラギーナンについてグループ3（ヒトに対する発がん性は不明）、カラギーナン分解物についてはグループ2B（ヒトに対して発がん性の疑いがある）となっている。
しかし、
- 多くの動物実験はヒトでは不可能なレベルの大量投与により行われている
- カラギーナンによる発がんプロモーション作用はげっ歯類特有の腸内細菌叢による証拠がある
- カラギーナンによる炎症はサルでは容易に起きない

などの理由から、カラギーナンによる悪影響はげっ歯類の特殊な性質であり、ヒトでは問題ないとする考えが現在では有力である。これに基づきFAO/WHO合同食品添加物専門家会議 (Joint FAO/WHO Expert Committee on Food Additives, JECFA) の第57回会議（2001年）では、1日許容摂取量を「特定せず」（つまり毒性リスクは事実上ゼロとみてよい）と決定した。

## 生産
現在最も多く生産しているのはフィリピンで、海藻生産量で世界の約 80% を占める。最も普通に用いられるのはコットニー (Eucheuma cottonii) とスピノサム (Eucheuma spinosum) で、この2種で世界の生産量の約 75% である。これらは水深2メートル付近で栽培され、普通は竹の浮きの間に張られたナイロンロープに生やして、3か月ほど経って各海藻の重量が約1キログラムになったときに収穫される。
なお、コットニーは従来キリンサイ属 (Eucheuma)とされていたが、Maxwell Doty (1988) はκカラギーナンの存在によってオオキリンサイ属 (Kappaphycus) を立て、コットニーを Kappaphycus cottonii と分類している。
海藻を収穫後に乾燥し梱包して工場へ輸送する。工場では海藻をすりつぶしふるいにかけて砂などの不純物を除き、よく洗う。次に抽出、遠心分離と濾過によってカラギーナンとセルロースを分離する。できたカラギーナン溶液を蒸発によって濃縮し、乾燥して適宜すりつぶす。

## 関連文献
- Joint, FAO and Bend, J and Bolger, M and Knaap, AGAC and Kuznesof, PM and Larsen, JC and Mattia, A and Meylan, I and Pitt, JI and Resnik, S and others (2007). “Evaluation of certain food additives and contaminants”. World Health Organization technical report series (947):  1. PMID 18551832.